# Висковатов, Валериан Александрович
Валериан Алекса́ндрович Вискова́тов (1845, Санкт-Петербург — 1886, Москва) — русский писатель

, переводчик, педагог. Большой популярностью пользовалась книга «Как люди научились писать», переиздана она была четырежды. Автор первого описания столбовых шашек (1875 год). Сын военного историка Александра Васильевича Висковатова.

## Биография
Родился в Санкт-Петербурге 17 (29) сентября 1845 года в семье Александра Васильевича Висковатова, был последним ребёнком в многодетной семье.
Был исполняющим должность воспитателя 2-й Санкт-Петербургской военной гимназии; 23 апреля 1872 года вышел в отставку.
Умер в Москве 20 июля (1 августа) 1886 года в доме Есипова в возрасте 40 лет от паралича. Похоронен в Новодевичьем монастыре.

## Семья
Первый брак -  23 октября 1867 года женился на дочери коллежского советника Александре Григорьевне Комиссаровой.
Второй брак - в 1875 году  женился на Ольге Львовне Ранцевой (1851—1922) — 30 июня ; у них ещё до заключения брака родился сын Павел (01.11.1872—1934) - капитан стрелкового полка, жена Надежда Дмитриевна Васильева
После заключения третьего брака, 19 марта 1881 года, у него родился сын Валериан.